# Halina Czubasiewicz
Halina Czubasiewicz – polska ekonomistka, dr hab. nauk ekonomicznych, profesor nadzwyczajny i dyrektor Instytutu Organizacji i Zarządzania Wydziału Zarządzania Uniwersytetu Gdańskiego.

## Życiorys
Obroniła pracę doktorską, 19 maja 2005 habilitowała się na podstawie dorobku naukowego i pracy zatytułowanej Okresowe ocenianie pracowników. Konfiguracja i projektowanie systemu. Otrzymała nominację profesorską.
Została zatrudniona na stanowisku profesora nadzwyczajnego, a także dyrektora w Instytucie Organizacji i Zarządzania na Wydziale Zarządzania Uniwersytetu Gdańskiego.

## Publikacje
- 2002: Kształtowanie potencjału zatrudnionej kadry poprzez zarządzanie szkoleniami, [w:] Rozwój potencjału społecznego organizacji[1]
- 2004: Zastosowanie metody ośrodka oceny i rozwoju w praktyce zarządzania zasobami ludzkimi, [w:] Instrumenty i formy organizacyjne procesów zarządzania w społeczeństwie informacyjnym[1]
- 2006: Warunki skutecznego wdrażania koncepcji zarządzania wiedzą w organizacji[1]
- 2007: Zarządzanie kompetencjami w cywilizacji wiedzy[1]